# Студеникин, Александр Игоревич
Александр Игоревич Студеникин (род. 16 февраля 1955) — российский военачальник, генерал-лейтенант (2004).

## Биография
Окончил Калининское суворовское военное училище (1971-1973). После окончания Московского высшего общевойскового командного училища имени Верховного Совета РСФСР (1973—1977) служил командиром взвода, роты, начальником штаба и командиром батальона в Забайкальском военном округе.
После окончания Военной академии имени М. В. Фрунзе (1982—1985) продолжил службу в Группе советских войск в Германии на должностях заместителя командира и командира мотострелкового полка. В 1991—1996 годах служил командиром мотострелкового полка и заместителем командира мотострелковой дивизии в Ленинградском военном округе.
После окончания Военной академии Генерального штаба Вооружённых сил Российской Федерации (1996—1998) служил командиром 22-й гвардейской мотострелковой Рижско-Берлинской дивизии Дальневосточного военного округа (1998), командиром 40-й дивизии береговой обороны имени С. Орджоникидзе Тихоокеанского флота (1998—2000), командиром 2-й гвардейской мотострелковой Таманской дивизии имени М. И. Калинина (2000—2001), заместителем командующего 20-й гвардейской армией (2001—2003) Московского военного округа. Генерал-майор (22.12.1999).
С сентября 2003 по февраль 2005 года командующий Группой российских войск в Закавказье. С 12 февраля 2005 по январь 2006 командующий 2-й гвардейской армией Приволжско-Уральского военного округа.
В 2006—2009 годах заместитель командующего войсками Приволжско-Уральского военного округа — начальник войск Екатеринбургского гарнизона, в августе-декабре 2008 года временно исполнял должность командующего войсками округа.
С 7 июля 2009 по 10 декабря 2010 года — заместитель Главнокомандующего Сухопутными войсками. С 10 декабря 2010 по 19 декабря 2012 года — в распоряжении Главнокомандующего Сухопутными войсками.
С 19 декабря 2012 по 23 ноября 2015 года — начальник Объединённого штаба Организации Договора о коллективной безопасности (ОШ ОДКБ).
Выслан в 2022 году из Бельгии за "незаконные и подрывные действия против интересов и безопасности ЕС".
Награждён орденами Мужества и «За военные заслуги».